# John Rarick

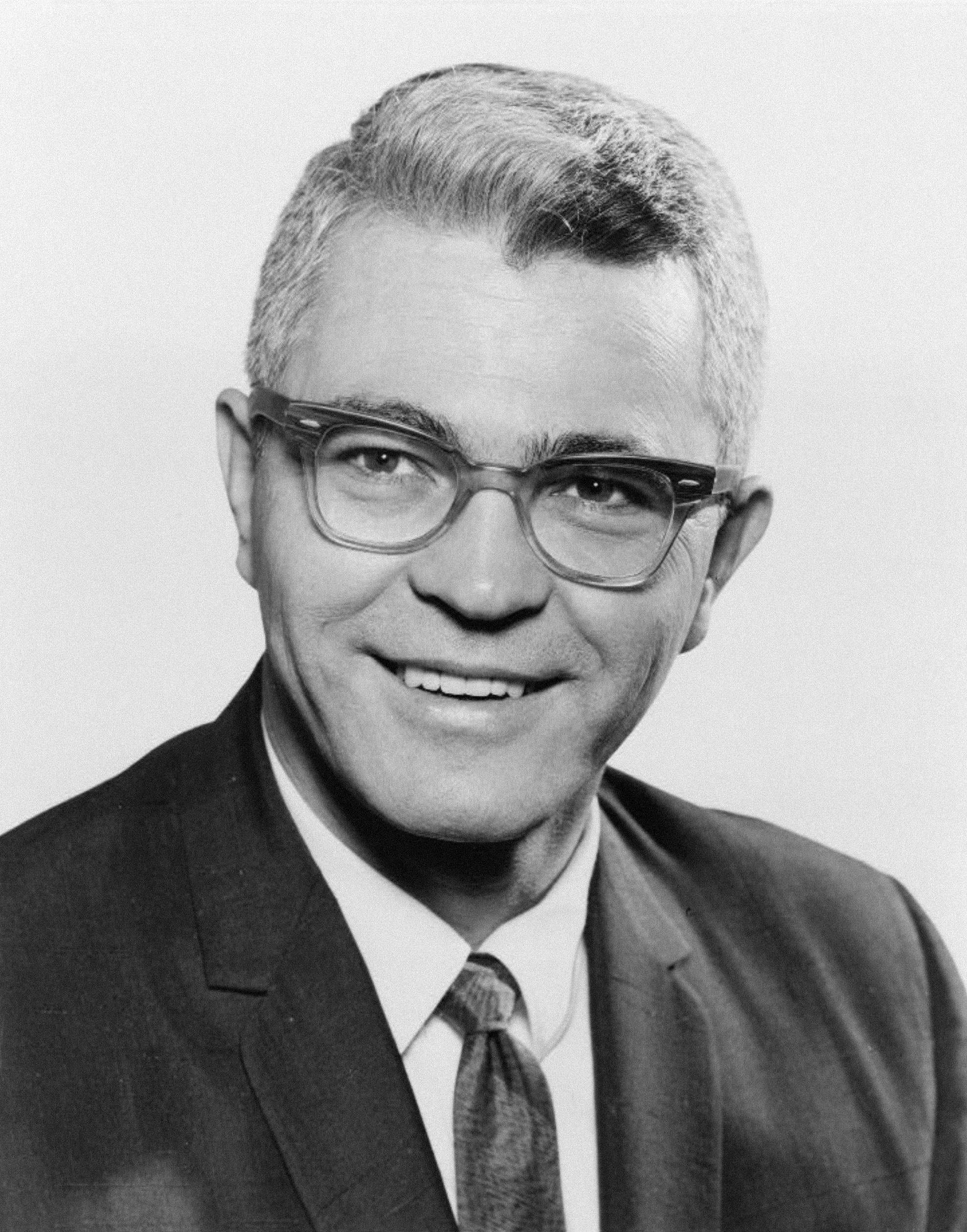
John Rarick (1966)

John Richard Rarick (* 29. Januar 1924 in Waterford, Elkhart County, Indiana; † 14. September 2009 in St. Francisville, Louisiana) war ein US-amerikanischer Politiker.

## Leben
Rarick besuchte die High School in Goshen, ging danach auf das Ball State Teacher’s College in Muncie und studierte an der Louisiana State University. Während des Zweiten Weltkrieges diente er für drei Jahre in der US Army. Er geriet in Kriegsgefangenschaft und floh später aus dem deutschen Kriegsgefangenenlager, in dem er inhaftiert gewesen war. Rarick wurde mit dem Bronze Star und dem Purple Heart ausgezeichnet. Nach dem Krieg nahm er sein Studium wieder auf und besuchte die School of Law der Tulane University, wo er 1949 seinen Abschluss erhielt. Im selben Jahr wurde er als Anwalt in Louisiana zugelassen.
Am 28. Juni 1961 wurde Rarick zum Richter des 20. Gerichtsdistrikts gewählt. Er behielt dieses Amt bis zum 15. Mai 1966, als er zurücktrat, um für einen Sitz im Kongress zu kandidieren. Nach seiner erfolgreichen Wahl vertrat er vom 3. Januar 1967 bis zum 3. Januar 1975 dem Bundesstaat Louisiana als Demokrat im US-Repräsentantenhaus. Für die Wahlen zum 94. Kongress im Jahr 1974 wurde er nicht mehr als Kandidat nominiert. Rarick begann nun wieder als Anwalt tätig zu werden.
Im Jahr 1976 bemühte er sich erfolglos, Präsidentschaftskandidat der American Independent Party zu werden. Sein Versuch, im selben Jahr erneut in den Kongress gewählt zu werden, scheiterte ebenfalls. Bei den Präsidentschaftswahlen vier Jahre später wurde er schließlich von der American Independent Party als Kandidat aufgestellt. Er erzielte 41.268 Stimmen, was einem Anteil von 0,05 Prozent entsprach und ihm den siebten Platz einbrachte. Rarick starb im September 2009 in St. Francisville und wurde auf dem dortigen Star Hill Cemetery beigesetzt.